# Agostina Mileo
Agostina Mileo (Buenos Aires, 18 de septiembre de 1987) es una comunicadora y divulgadora científica argentina.
A través de su alter ego La Barbie Científica, analiza cómo la brecha de género en la ciencia incide en la producción de conocimiento. Es autora del libro de divulgación científica Que la Ciencia te acompañe (a luchar por tus derechos). Forma parte del colectivo Economía Feminista donde lidera la campaña MenstruAcción, que busca, entre otras cosas, visibilizar cómo menstruar es un factor de desigualdad para las mujeres.

## Trayectoria

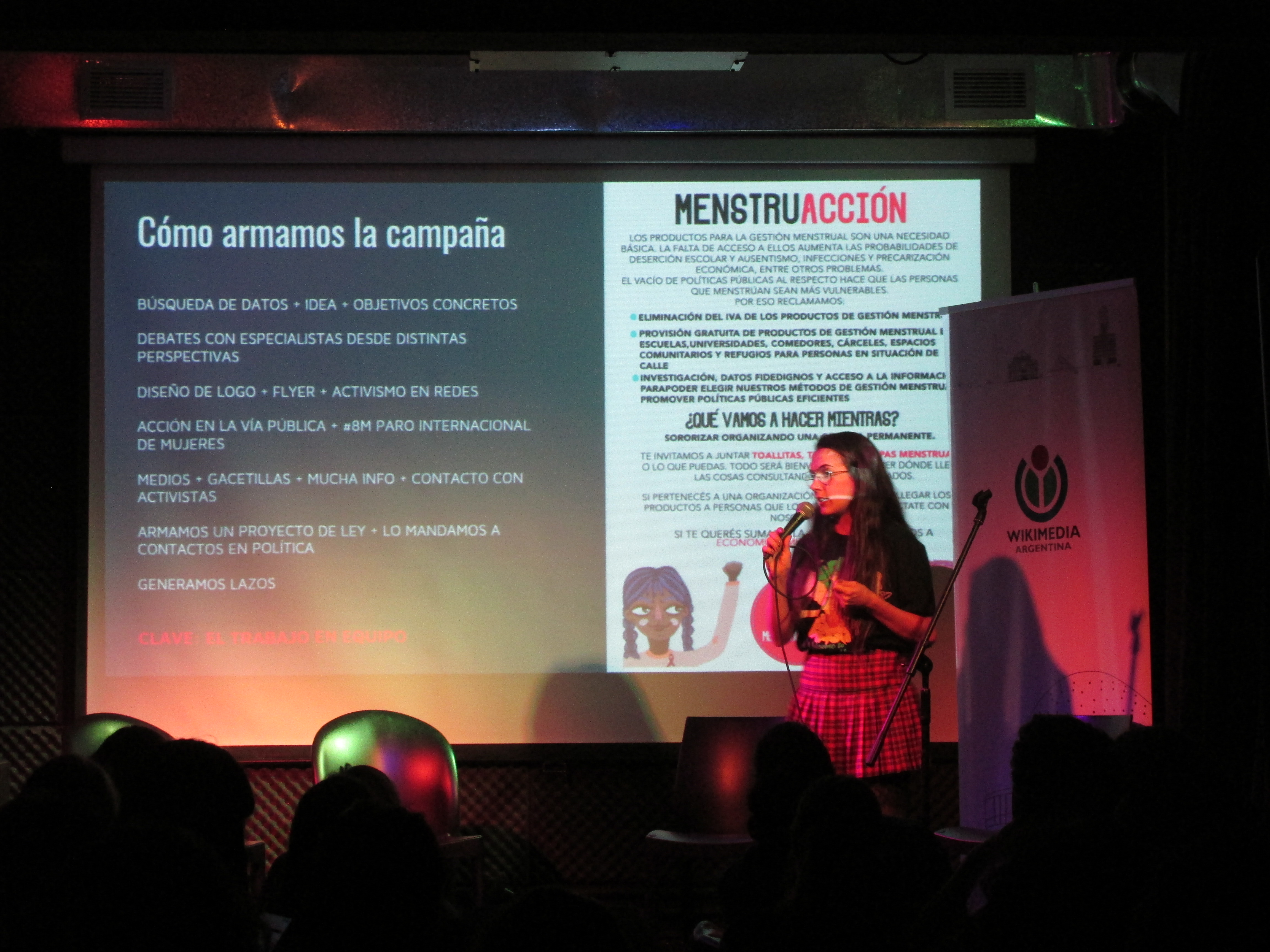
Agostina Mileo dando una charla en la conferencia Barra Libre sobre Género y Divulgación Científica.

Mileo es licenciada en Ciencias Ambientales y posee una maestría en Comunicación Científica. Actualmente, es doctoranda en Historia y Epistemología de la Ciencia en la Universidad Nacional de Tres de Febrero en Argentina.
Desarrolló gran parte de su trabajo a través de su alter ego la Barbie Científica. Ha sido calificada como «la argentina que es furor entre los Millennials» por su labor en el desarrollo de estrategias de divulgación científica y su impacto en los jóvenes. La Barbie Científica nació como un recurso de comunicación con el objetivo de confrontar los prejuicios, el sesgo de género e impulsar la desacralización de la ciencia. En este sentido, busca atender una demanda existente proveniente de gente que le interesa la ciencia sin haberla estudiado.
Forma parte del colectivo Economía Feminista, donde coordina la campaña MenstruAcción, que busca terminar con el estigma del periodo menstrual, garantizar la provisión gratuita de productos menstruales y concientizar respecto al impacto sobre los derechos fundamentales de las mujeres. Se han presentado once proyectos de ley en el marco de la campaña, tanto a nivel nacional como en diferentes provincias argentinas.
Entre septiembre de 2020 y noviembre de 2022 redactó el newsletter "Que la ciencia te acompañe"(mismo título que su libro), publicado los días lunes y correspondiente a la sección de "Ciencia, conocimiento y divulgación" (luego llamada "Ciencia y tecnología") del medio de comunicación digital Cenital.

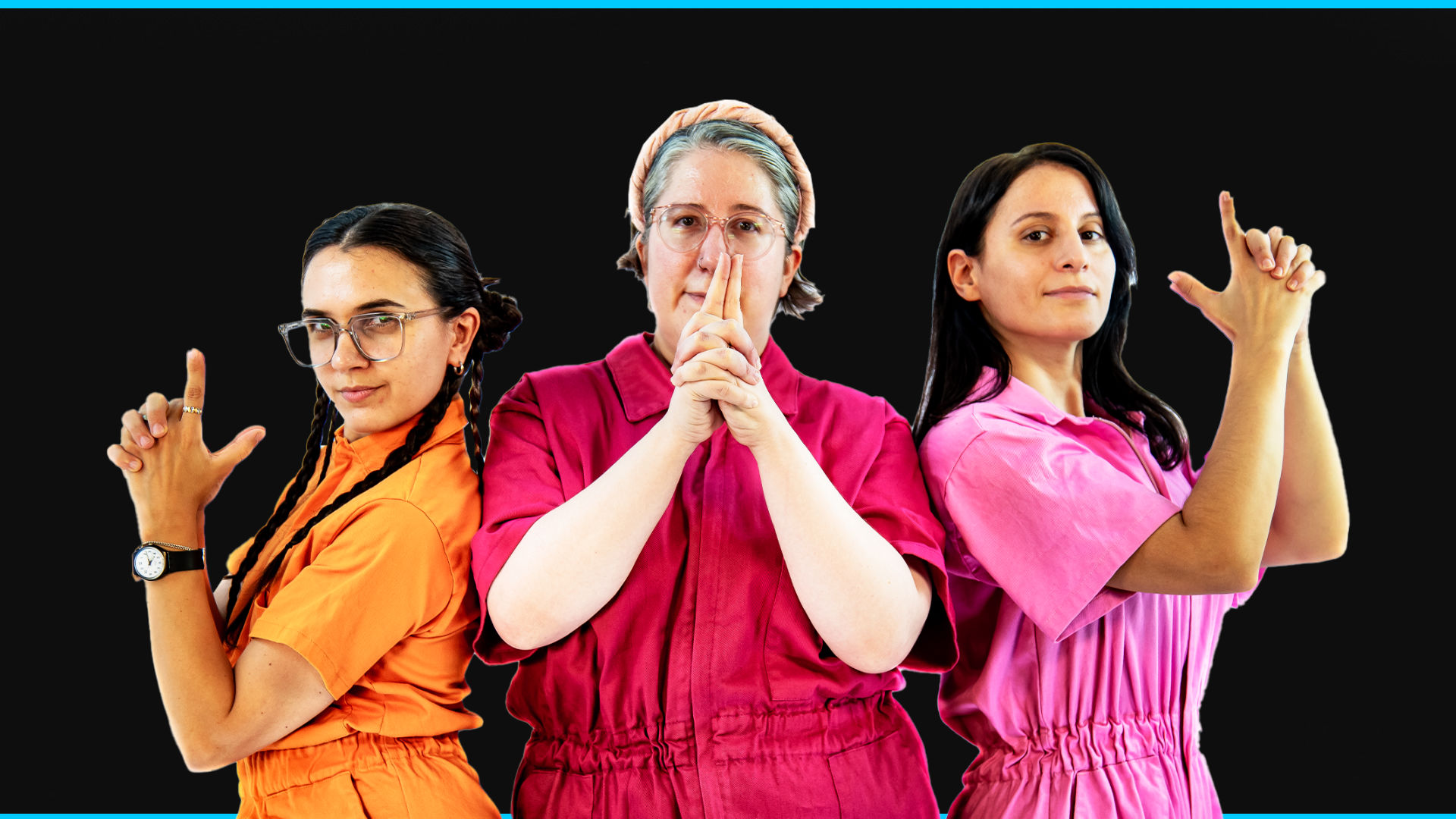
Mileo, Suárez Tomé e Incaminato posando para la portada del programa de posdata «Noticias de Ayer».

A través de la editorial Indielibros, publicó Instonto Maternal ¿Desde cuándo Parir es un destino?, un ensayo que revisa cómo a lo largo de la historia se estableció una relación entre la maternidad y el ser mujer, desnaturalizando la concepción de que tener y cuidar hijos justifica cualquier sacrificio, sin posibilidad de cuestionarlo.
Realizó "Noticiencia", una serie de treinta videos breves de comunicación científica con perspectiva de género para El Canciller, publicados también en el sitio de cultura científica Los pasos de Aquiles, de la Universidad Nacional de General Sarmiento.  
Desde 2024, conduce el programa sobre filosofía y sucesos contemporáneos Noticias de ayer junto a Natalí Incaminato y Danila Suárez Tomé por el canal de Youtube Posdata.  

## Reconocimientos

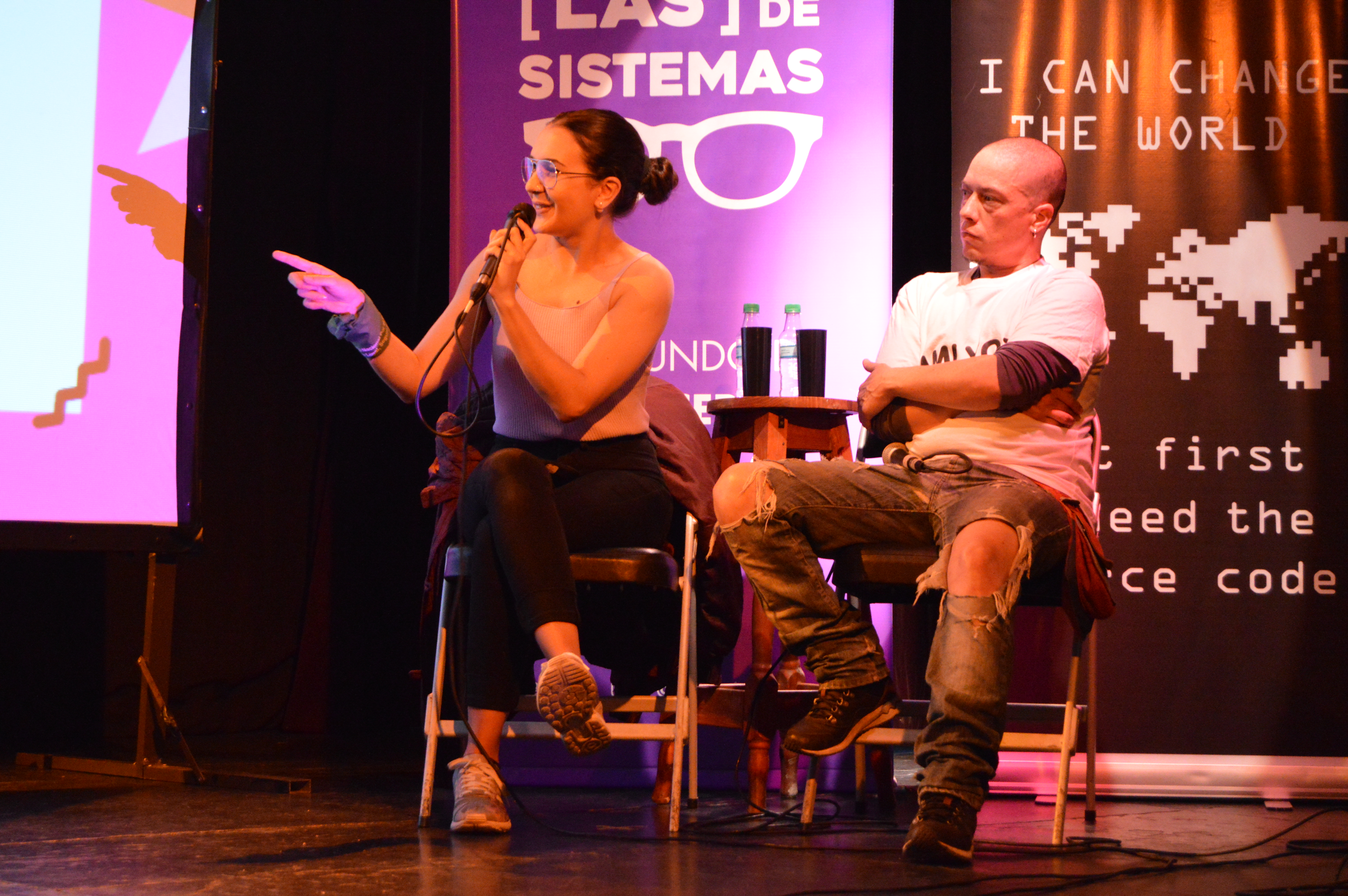
Agostina Mileo (Pao Lin a la derecha) dando una charla en la conferencia FemIT en Buenos Aires, Argentina.

Como parte de su trabajo en Economía Feminista, el medio recibió el Premios Lola Mora en 2016 a mejor medio digital otorgado por la Dirección General de la Mujer y promovido por la legislatura de la Ciudad Autónoma de Buenos Aires.